# グングニル

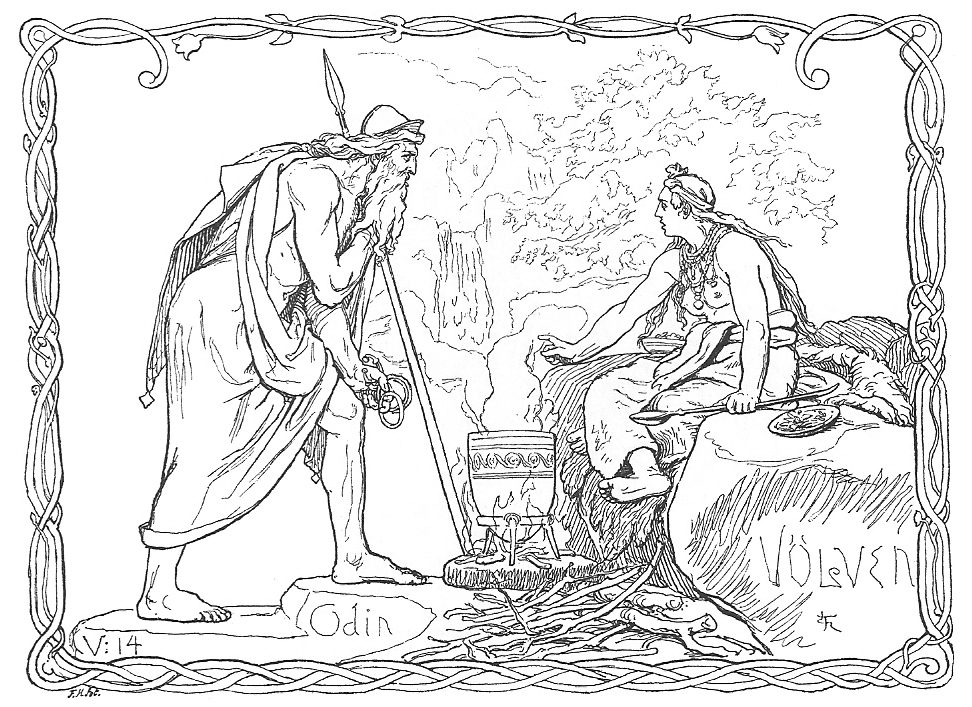
槍を携えて巫女の元を訪れるオーディン。（ローランス・フレーリク、1895年）

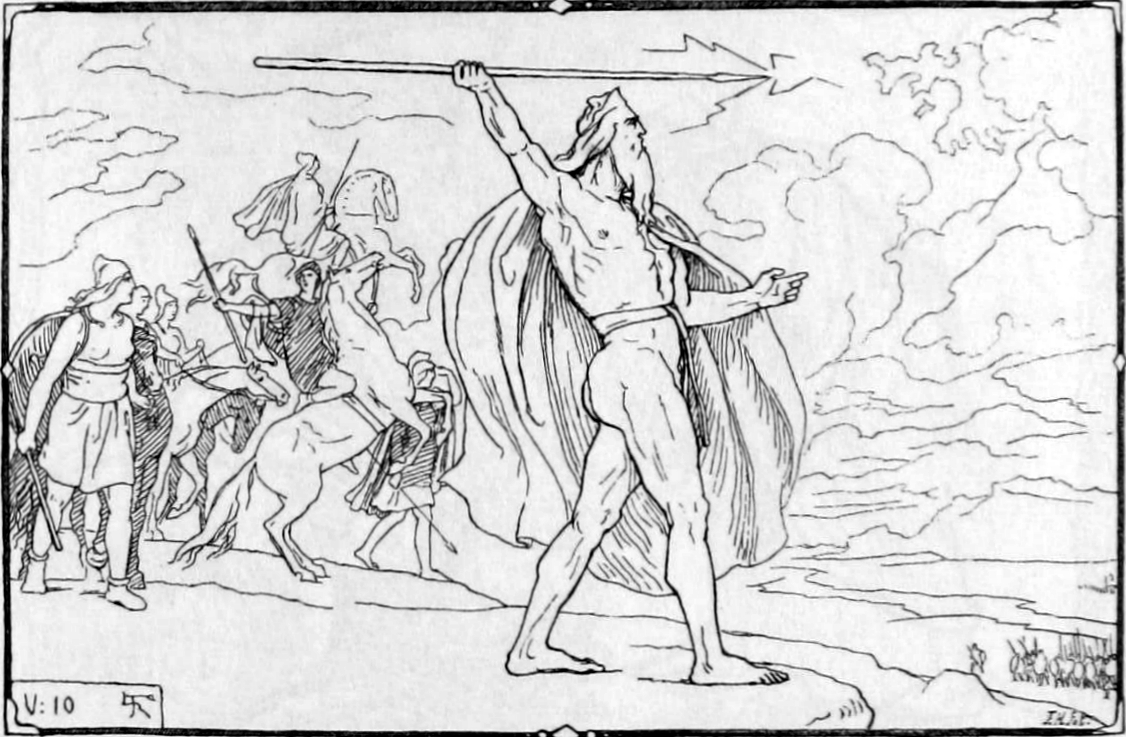
アース神族とヴァン神族との戦いの始まりに槍を投げるオーディン。（フレーリク、1895年）

グングニル（古ノルド語: Gungnir、「揺れ動くもの」の意）は、北欧神話の主神オーディンが持つ槍。日本語ではグングニールとも表記される。

## 神話での描写
グングニルはロキがトールの妻シヴの髪を刈ってしまったため、代わりの髪を作らせた際に、その髪と船スキーズブラズニルと同時にドヴェルグ（小人）の鍛冶、イーヴァルディの息子達によって作り出された。そのときロキは、ブロックルとシンドリというドヴェルグの兄弟が、これらと同じように見事な宝物を三つ作れるかどうかに自分の頭を賭けた。シンドリ兄弟が別の三つの宝物を製作した後、全ての宝物はオーディン、トール、フレイに品定めされ、グングニルはロキからオーディンへ渡された。
『散文のエッダ』「詩語法」では、グングニルの性質について「その槍は正しい場所にとまったままでいない（geirrinn nam aldri staðar í lagi）」と説明されている。この文の意味については、「決して的を外さない」と「敵を貫いた後に自動的に手元に戻る」との二通りの解釈がある。また、この槍を向けた軍勢には必ず勝利をもたらす。
グングニルの穂先はしばしばルーン文字が記される場所の1つとされている。
リヒャルト・ワーグナーの楽劇『ニーベルングの指環』では、ヴォータン（オーディン）の槍の柄は世界樹のトネリコの枝から作られたという設定になっている。このため、日本語の文献には北欧神話におけるグングニルの柄もトネリコから作られたとする記述も見られる。またある再話では、オーディンがミーミルの泉の水を飲んで知識を得た記念として、泉の上にまで伸びていたユグドラシルの枝を折ってグングニルを作ったともされている。しかし、『エッダ』にはグングニルの柄がトネリコから作られたという記述はない。

## 名称不明のオーディンの槍
古エッダの『巫女の予言』や『フンディング殺しのヘルギの歌II』、サガの『ヴォルスンガ・サガ』などでも、槍の名前こそ明らかにされていないものの、オーディンが持つ槍について言及されている。
『巫女の予言』では、ヴァン神族との争いで、オーディンが槍を投げつける場面がある。ただし、この事件はグングニルが作られる以前とされる。